# 栄町 (福島市)
栄町（さかえまち）は、福島県福島市の町名。丁番を持たない単独町名である。2017年（平成29年）6月30日現在の人口は305人。郵便番号は960-8031

## 地理
市の本庁所管にあたる中央地域に属し、福島駅東口の駅前繁華街を占める。南北方向に長く伸びる福島駅構内を西口を含むほぼすべてを町域としている。市内における商業ビルが特に集中する区域のひとつであり、福島県内を総括する企業支社や支部などが多く所在する。北で曽根田町、東で置賜町・本町、南東で早稲町、南で五月町、西で太田町、北西で三河南町・三河北町に隣接する。 上町に所在する福島警察署及び天神町に所在する福島消防署の管轄にあたる。

## 歴史
1897年に字名変更が行われ、西裡通四丁目、鈴木堂、早稲田の一部、下公事田の一部、陣場裏の一部、下谷地の一部と旧曾根田村広町の一部、六反田の一部を再編し設置された。1964年に栄町に西町と福島駅敷地内の小字を取り込み住居表示を実施し現在に至る。現在の栄町2番と3番は共に全域が旧西町に該当する。江戸期以前の福島城下町時代は「西裡」と呼ばれる奥州街道西方の裏町に過ぎなかったが、明治期の日本鉄道福島停車場が設けられて以降は、駅前の町として成長する。

### 地名の由来
町名の由来は現在の福島駅（福島停車場）が建設され、東に隣接する本町の奥州街道から停車場までを東西に繋ぐ道路を整備した際に、道路愛称名を「町が栄えるように“栄通り”にしたらどうか」という初代福島町長の鐸木三郎兵衛が助言したことが元になり、栄通り沿いの町という意味で後に「栄町」と命名された。

### 沿革
- 1897年（明治30年）- 信夫郡福島町の町名となる。
- 1907年（明治40年）- 福島市の町名となる。
- 1959年（昭和34年）- 磐梯吾妻スカイラインの開通を機に福島駅前の再開発が進み、繁華街エリアの一角を担うようになる。
- 1964年（昭和39年）- 住居表示が施行される。
- 1973年（昭和48年）- 中合百貨店が大町から移転。
- 1982年（昭和57年）- 東北新幹線開業に併せ、駅前東口の再開発が進んだ。
- 2020年（令和2年）8月31日 - 中合百貨店福島店が閉店[5]。
- 2020年（令和2年）12月 - 中合福島店跡に福島市街なか交流館が期間限定で開館（1階にスーパーいちい街なか店が出店）[5]。
- 2022年（令和4年）2月28日 - 福島市街なか交流館が閉館（スーパーいちい街なか店が閉店）[5]。

## 世帯数と人口
2017年（平成29年）6月30日現在の世帯数と人口は以下の通りである。
| 町丁 | 世帯数  | 人口  |
| ---- | ------- | ----- |
| 栄町 | 171世帯 | 305人 |

## 交通

### 鉄道
- JR東日本 福島駅（■東北新幹線■山形新幹線■東北本線■奥羽本線（山形線））
- 阿武隈急行 福島駅（■阿武隈急行線）
- 福島交通 福島駅（■飯坂線）

新幹線

### バス
- JRバス 福島駅東口
- 福島交通 福島駅東口 / 西町 / あづま陸橋

### 道路
- 福島県道3号福島飯坂線（飯坂街道）
- 福島県道70号福島吾妻裏磐梯線（高湯街道）
- 福島県道310号庭坂福島線（庭坂街道）
- 福島県道373号福島停車場線（栄通り、駅前通り）

## 施設
- 福島警察署駅前交番
- 福島栄町郵便局
- NHK福島放送局 - 敷地西半が町域内にあたる。
- 福島市 子供の夢を育む施設 こむこむ館 - 敷地西半が町域内にあたる。
- AXCビル
  - 環境省 福島地方環境事務所
  - 復興庁 福島復興局
  - 福島復興再生総局
- NBFユニックスビル
  - 日本年金機構 福島事務センター
  - 森林整備センター 福島水源林整備事務所
  - 福島県民共済生活協同組合
  - 福島中央テレビ 福島支社
  - ふくしまFM 福島スタジオ
  - 産経新聞 福島支局
  - 富士通 福島支社
  - アステラス製薬 福島営業所
  - 大樹生命保険 福島統括営業部
- 福島トヨタビル
  - 福島トヨタ自動車 本社
  - 自動車事故対策機構 福島支店
  - 三井住友海上火災保険 福島支店
- 大和証券 福島支店
- 全国健康保険協会 福島支部
- エスパル 福島店